# Seznam velvyslanců České republiky v Rusku
Toto je seznam velvyslanců České republiky v Rusku.

## Seznam
| Jméno                 | Období    | Poznámky                                                               |
| --------------------- | --------- | ---------------------------------------------------------------------- |
| Rudolf Slánský mladší | 1993–1996 | V letech 1990 až 1993 působil jako velvyslanec Československa v Rusku. |
| Luboš Dobrovský       | 1996–2000 | [ 2 ]                                                                  |
| Jaroslav Bašta        | 2000–2005 |                                                                        |
| Miroslav Kostelka     | 2005–2009 |                                                                        |
| Petr Kolář            | 2010–2012 |                                                                        |
| Vladimír Remek        | 2014–2018 |                                                                        |
| Vítězslav Pivoňka     | 2018–2024 |                                                                        |